# Agalychnis spurrelli
Espèce
Synonymes
- Agalychnis litodryas Duellman & Trueb, 1967
- Phyllomedusa litodryas (Duellman & Trueb, 1967)

Statut de conservation UICN

 LC  : Préoccupation mineure
Statut CITES
Agalychnis spurrelli est une espèce d'amphibiens de la famille des Phyllomedusidae.

## Répartition
Cette espèce se rencontre entre 70 et 1 000 m d'altitude :
- au Costa Rica ;
- au Panamá ;
- en Colombie, dans les départements de Valle del Cauca et de Chocó ;
- dans le Nord-Ouest de l'Équateur.

## Description

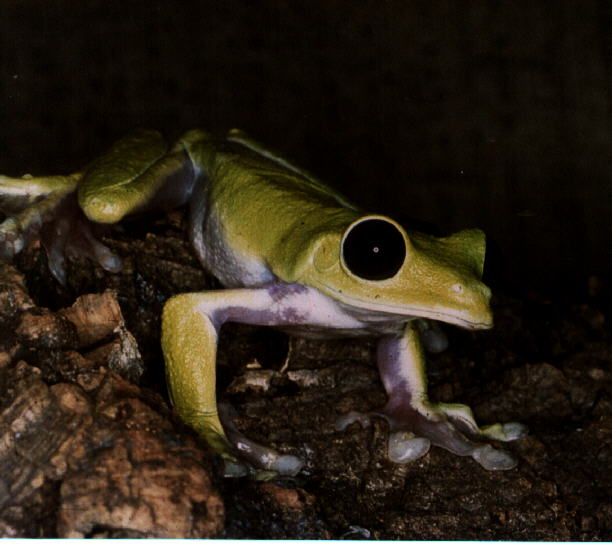
Agalychnis spurrelli

L'holotype de Agalychnis spurrelli mesure 95 mm toutefois la taille des spécimens adultes observés varie selon les populations :
- Costa-Rica, mâles entre 48,2 et 56,4 mm, femelles entre 60,2 et 71,8 mm ;
- Panama, mâles entre 67,6 et 75,6 mm, femelles entre 81,6 et 86,7 mm ;
- Colombie, seule femelle étudiée, 92,8 mm.

Cette espèce a la face dorsale vert jaunâtre de jour mais virant au vert foncé de nuit. Sa face ventrale est crème au niveau de la poitrine et orange pâle au niveau du ventre. Les juvéniles présentent une coloration verte la journée passant au brun rougeâtre la nuit.

## Étymologie
Son nom d'espèce lui a été donné en l'honneur d'Herbert George Flaxman Spurrell (1877–1918).

## Publication originale
- Boulenger, 1913 : On a collection of batrachians and reptiles made by Dr. H. G. F. Spurrell, F.Z.S., in the Choco, Colombia. Proceedings of the Zoological Society of London, vol. 1913, p. 1019-1038 (texte intégral).